# 73. transportflygskvadronen

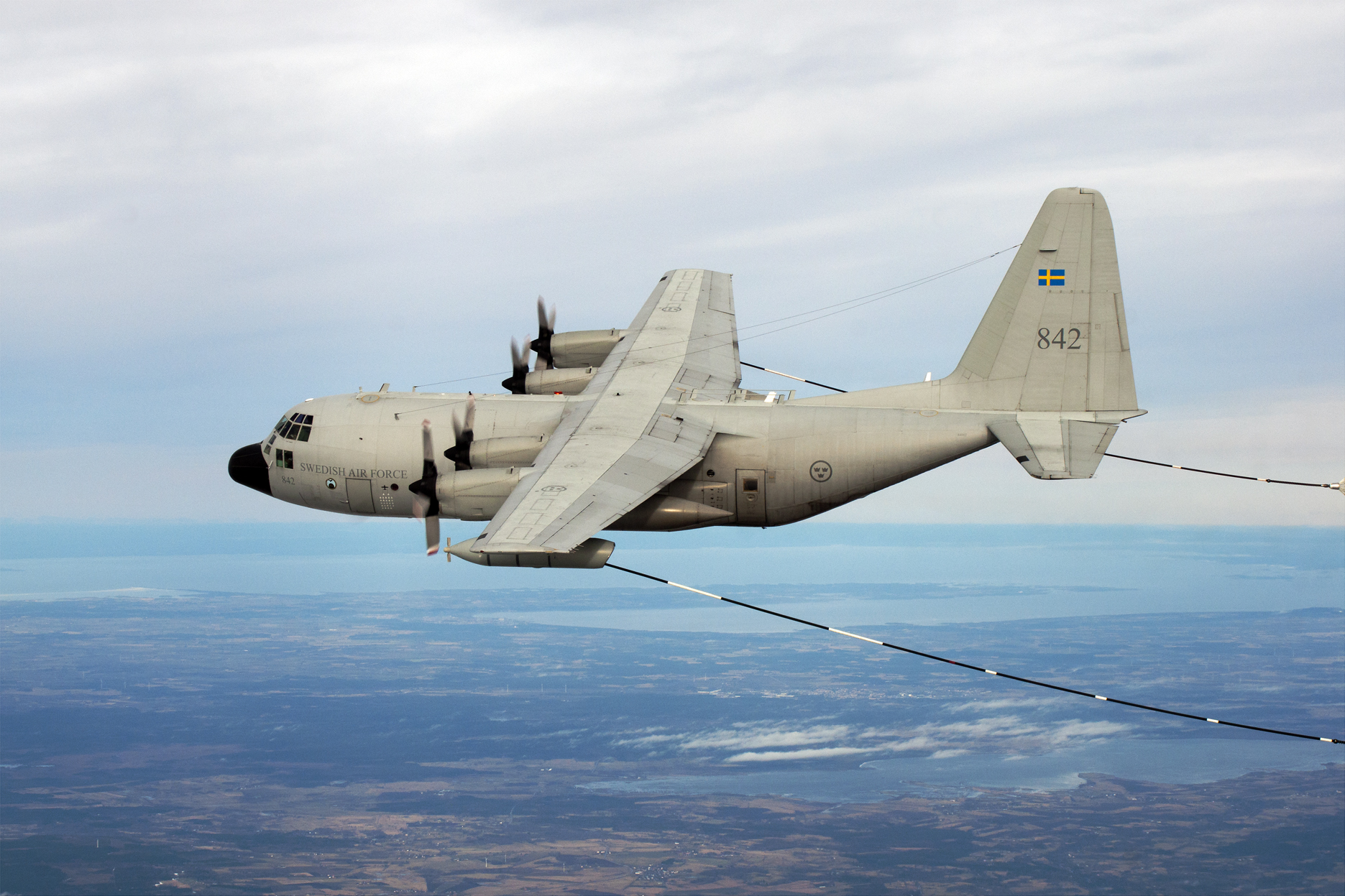
C-130 Hercules - Tp84

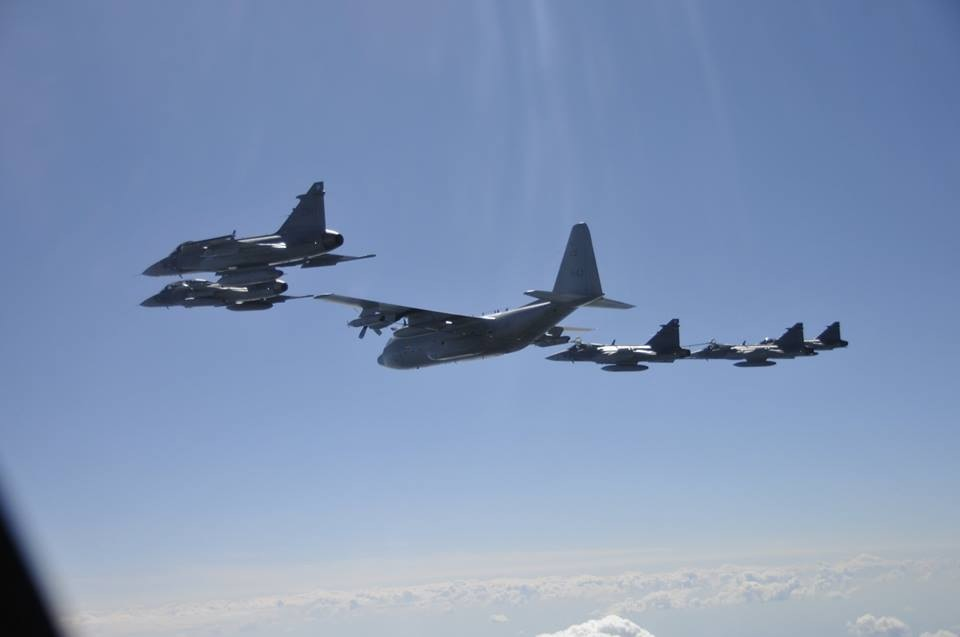
Lufttankning av JAS 39 Gripen.

73. transportflygskvadronen (73. tpflygskv) är ett av Försvarsmaktens krigsförband inom Flygvapnet som organiserades 2021. Skvadronen är förlagd till Såtenäs flygbas vid Tun och Såtenäs villastad i Lidköpings kommun. Krigsförbandet tillhör en av Försvarsmaktens organisationsenheter - Skaraborgs flygflottilj F 7 och förbereds där för sina krigsuppgifter.

## Verksamhet
73. transportflygskvadron levererar taktiskt transportflyg  till Försvarsmakten. Skvadronens huvuduppgift är taktiskt transportflyg med Tp84 (C-130 Hercules) som bland annat förser Försvarsmakten med taktisk transport,  luftlandsättningar och lufttankning varhelst och närhelst de behövs.

## Historia
År 2021 upprättas krigsförbandet enligt Försvarsmaktens skrivelse FM2018-12975:2
Skvadron är en förbandsbenämning som används inom Flygvapnet vilket utöver en flygdivision även inkluderar flygunderhåll och luftvärdighetsfunktion.

## Organisation
73. Transportflygskvadronen leds av en Krigsförbandschef

### Tidigare skvadrons-/enhetschefer
Övlt Mattias Ottis
Övlt Anders Nyström
Övlt Olle Norén
Skvadronen består av:

### Flygdivision
Transportflygdivision

### Mission Support Element (MSE) - uppdragsplanering
MSE

## Tidigare flygplanstyper
| Årtal     | Flygvapennummer | Antal | Modell                 | Serienummer | Kommentar | Bild |
| --------- | --------------- | ----- | ---------------------- | ----------- | --------- | ---- |
| 1948-1958 | B3              |       | Junker Ju 36           |             |           |      |
| 1957-1966 | Tp83            |       | Percival "Pembroke"    |             |           |      |
| 1951-1981 | Tp79            |       | Douglas DC-3 "Dacota"  |             |           |      |
| 1962-1965 | Tp55            |       | de Havilland "Caribou" |             |           |      |
| 1988-200? | Tp101           |       | Beech "Super King Air" |             |           |      |

## Flygplan i flygtjänst

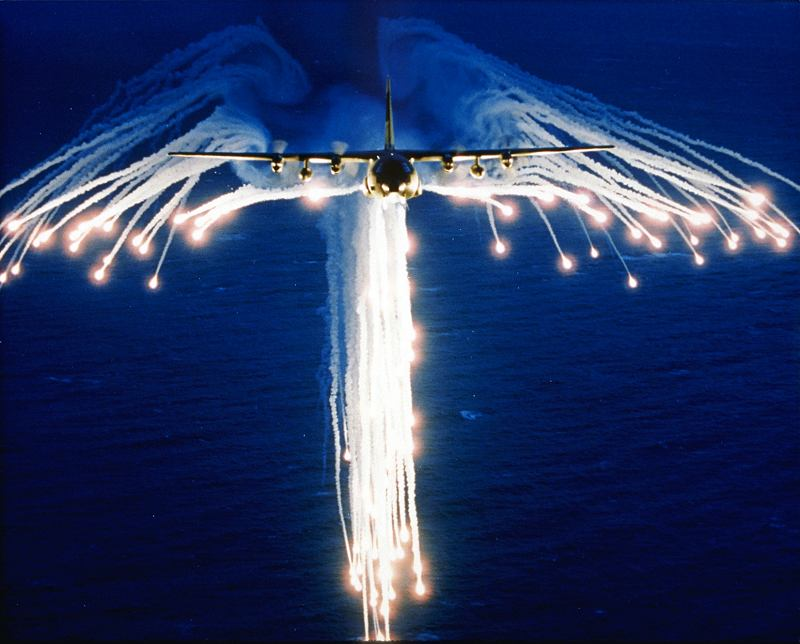
C-130 fäller facklor

Sex individer av Lockheed C-130 Hercules, eller i Flygvapnet känd som TP84.
Fem av flygplanen är utrustade med varnings- och motmedelssystem - VMS för att kunna verka i hotmiljöer. I VMS-systemet ingår bland annat facklor för att hantera IR-hot samt remsor för att hantera radar-hot.
Ett av flygplanen är konverterat för lufttankning.

| Tail Number | Flygvapennummer | Tillverkningsår | Modell                    | Serienummer | Kommentar                                                        | Bild |
| ----------- | --------------- | --------------- | ------------------------- | ----------- | ---------------------------------------------------------------- | ---- |
| 84002       | 842             | 1969            | Lockheed C-130E2 Hercules | 382-4332    | Konverterad för lufttankning                                     |      |
| 84004       | 844             | 1981            | Lockheed C-130H2 Hercules | 382-4881    | Utrustad med VMS - Varnings- och motmedelssystem och extratankar |      |
| 84005       | 845             | 1981            | Lockheed C-130H2 Hercules | 382-4884    | Utrustad med VMS - Varnings- och motmedelssystem och extratankar |      |
| 84006       | 846             | 1981            | Lockheed C-130H2 Hercules | 382-4885    | Utrustad med VMS - Varnings- och motmedelssystem och extratankar |      |
| 84007       | 847             | 1981            | Lockheed C-130H2 Hercules | 382-4887    | Utrustad med VMS - Varnings- och motmedelssystem och extratankar |      |
| 84008       | 848             | 1981            | Lockheed C-130H2 Hercules | 382-4890    | Utrustad med VMS - Varnings- och motmedelssystem och extratankar |      |